# 仙台大原簿記情報公務員専門学校
仙台大原簿記情報公務員専門学校（せんだいおおはらぼきじょうほうこうむいんせんもんがっこう）とは、宮城県仙台市青葉区にある私立専修学校。設置者は学校法人北杜学園。

## 概要
東京都千代田区に学園本部がある学校法人大原学園とのフランチャイズであり、全国の大原専門学校グループと同一カリキュラム・教材で運営されている。
他地区の大原とは異なり、仙台地区では専門課程と社会人講座が明確に分離されており、社会人講座は北杜学園の子会社（株式会社教育計画）が運営する「仙台大原ライセンススクール」及び「仙台大原公務員ゼミナール」がそれぞれ講座を開設している。
このことから、仙台大原簿記情報公務員専門学校は大原グループでは数少ない専門課程単独校として位置付けられる。

## 沿革
- 1986年 東京都に本部を置く学校法人大原学園と提携し、仙台大原簿記専門学校を開校する。
- 1996年 仙台市青葉区一番町に、社会人・学生向けの仙台大原簿記ビジネススクールを設置。
- 1998年 仙台大原簿記専門学校を仙台大原簿記公務員専門学校に校名変更。
  - 仙台大原簿記ビジネススクールを仙台市青葉区中央内に移転するとともに、仙台大原ライセンススクールと仙台大原公務員ゼミナールの2つに分けて設置。
- 2001年 仙台市青葉区中央に現校舎・中央校舎2号館を落成

## 主な資格取得
- 国家公務員試験III種
- 地方公務員試験初級
- 税理士
- 公認会計士
- 日商簿記検定
- 全国経理教育協会簿記能力検定
- ファイナンシャル・プランニング技能士
- 医療事務管理士技能認定試験
- 診療報酬請求事務能力認定試験等。

## 周辺
- 仙台駅前エンドーチェーンEbeanS
- 仙台パルコ2
- 仙台朝市
- SS30

## アクセス
- 最寄駅
  - 仙台駅から徒歩5分

## 北杜学園姉妹校
- 仙台医療福祉専門学校
- 仙台医療技術専門学校
- 仙台情報工科専門学校
- 仙台青葉学院短期大学
- 仙台デザイン専門学校